# Wedjebten

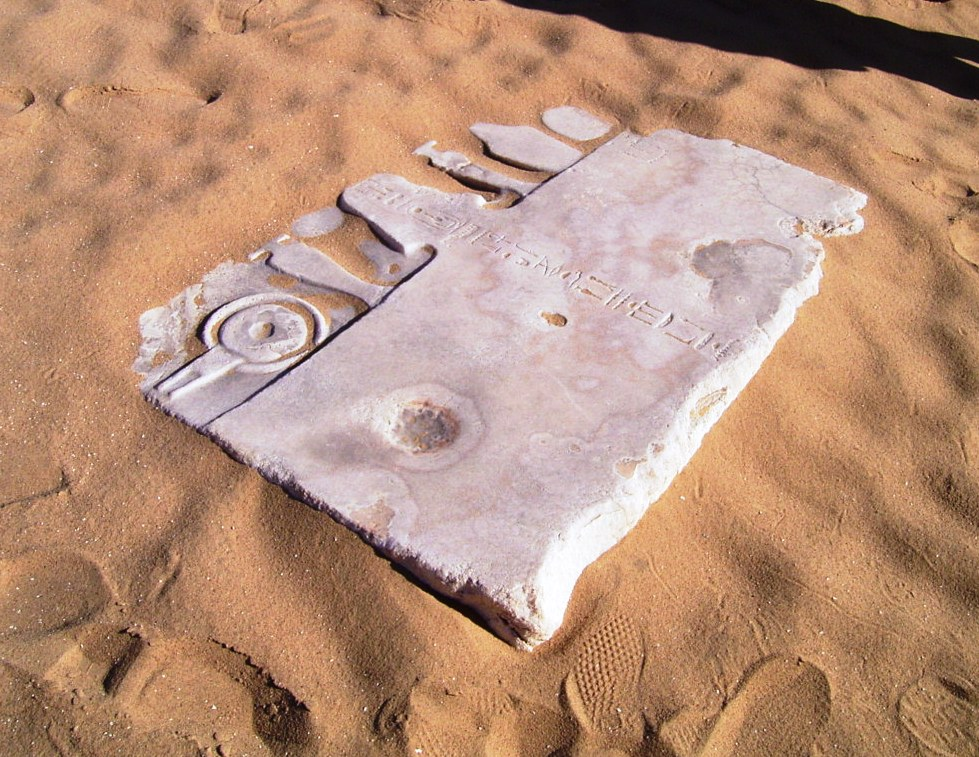
Alabasterne Opferplatte der Königin Wedjebten
(in der Inschrift ist die Kartusche mit dem Thronnamen Pepis II. – Nefer-ka-Re / Nfr-k3-Rʿ – zu erkennen)

Wedjebten, auch Udjebten geschrieben, war eine altägyptische Königin der 6. Dynastie, also des Alten Reichs. Als Tochter Pepis I. (reg. ca. 2295–2250 v. Chr.) war sie neben Neith und Iput eine der drei Halbschwestern und Hauptgemahlinnen des Pharaos Pepi II. (reg. ca. 2245–2180 v. Chr.), Kinder aus dieser Ehe sind allerdings nicht bekannt.

## Grabstätte
Wedjebtens eigener kleiner Grabkomplex mit Königinnenpyramide wurde direkt an der Südostecke der Grabanlage Pepis II. in Südsakkara erbaut und ähnelt in Aufbau und Ausstattung denen der beiden anderen Hauptgemahlinnen des Königs. Die heute fast völlig zerstörte Pyramide hat eine Seitenlänge von 23,9 m und war ursprünglich 25,6 m hoch; die Wände der Grabkammer und wohl auch die des Zugangskorridors wurden mit Pyramidentexten beschriftet.
Der Totentempel, welcher ein bescheidenes Vestibül, einen kleinen offenen Hof und eine Totenopferkapelle umfasst, ist recht einfach ausgeführt. Bemerkenswert sind jedoch die feinen Reliefs (Darstellungen der Königin, Schlachtungsszenen, Löwenfries), mit denen die Wände der Kapelle durchweg geschmückt waren, die schöne Kalksteinscheintür und eine große, beschriftete Opferplatte aus Alabaster (siehe Abbildung).
Zum Grabkomplex der Königin gehörten auch eine winzige Kultpyramide (südöstlich der Königinnenpyramide) und ein zweiter, äußerer Hof, in dem sich Wohn- und Magazinbauten (regelmäßige Kammern und Höfe) aus Ziegeln sowie einfache Gräber fanden. Dass es sich bei diesen kleinen Gebäuden innerhalb der Sekundäreinfriedung um die Pyramidenstadt der Königin handelt, legen auch entsprechende Inschriften (z. B. am „Tor der Güter“) nahe, in denen von einer Dynastie von Wedjebten-Priestern die Rede ist.